# Forteresse de Tentennano
La forteresse de Tentennano (en italien : Rocca di Tentennano)  est une tour médiévale qui domine Rocca d'Orcia, un hameau de la commune de Castiglione d'Orcia (province de Sienne) en Toscane,.

## Historique

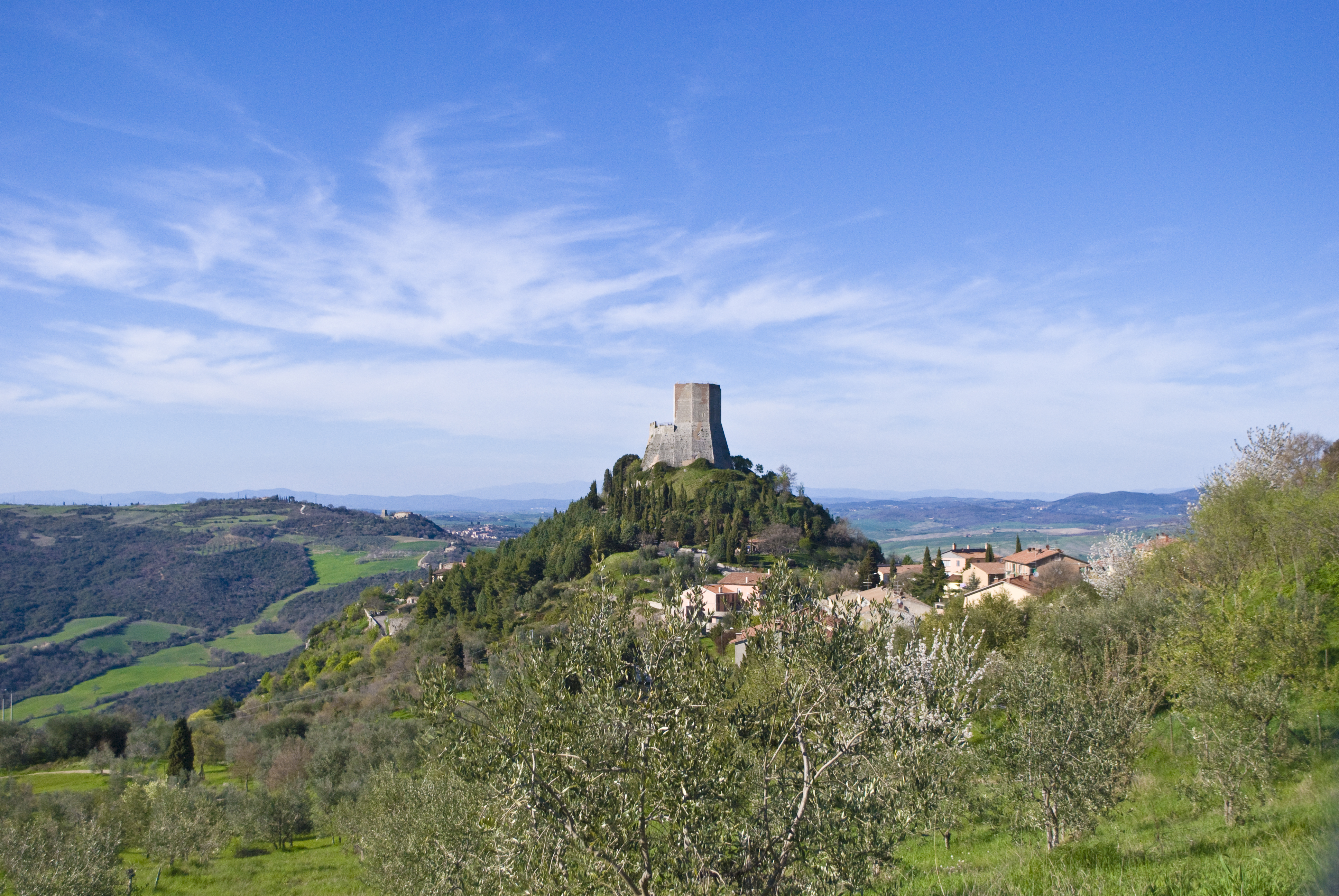
Vue générale de la Rocca d'Orcia.

Construite dans le prolongement de l'éperon rocheux et entourée de multiples murailles qui la rendaient imbattable contre tout type d'attaque, la Rocca di Tentennano est la seule forteresse du Val d'Orcia (patrimoine mondial de l'UNESCO) à n'avoir jamais été conquise par la force. En 853, un village appelé Tintinnano était déjà présent à cet endroit, terme lié à Tetena, nom de la famille étrusque qui résidait dans cette zone. Une première fortification remonte aux XIe et XIIe siècles, lorsque ce territoire faisait partie des possessions de la famille Tignosi, vassaux des comtes Aldobrandeschi, également propriétaires des châteaux voisins de Vignoni Alto et Bagno Vignoni. Depuis sa construction, la Rocca di Tentennano a servi de sentinelle sur le Val d'Orcia et a été l'un des principaux avant-postes de la Via Francigena, la route médiévale reliant l'Europe du Nord à Rome, l'axe commercial traversé par les voyageurs de toutes sortes et de tous rangs.
En 1251, la forteresse passa à la république de Sienne qui effectua d'importants travaux de rénovation mais qui, après quelques années, déjà en 1274, la céda à la famille siennoise Salimbeni pour payer les dettes contractées pour payer l'armée victorieuse de la bataille de Montaperti. La possession de la puissante famille se poursuivit tout au long du XIVe siècle, lorsqu'un profond conflit surgit avec la municipalité de Sienne. En 1377, à la Rocca est documenté le séjour de Caterina Benincasa, la future sainte Catherine de Sienne, venue ici pour réconcilier les deux branches de la famille Salimbeni qui se battaient sans relâche dans une lutte fratricide. La sainte resta une hôte à la Rocca où, selon la légende, elle reçut miraculeusement le don d'écrire : au réveil, elle prit la plume de sa  main et commença à travailler sur le Dialogue de la Bienheureuse Providence, parmi ses compositions les plus importantes.

## Description

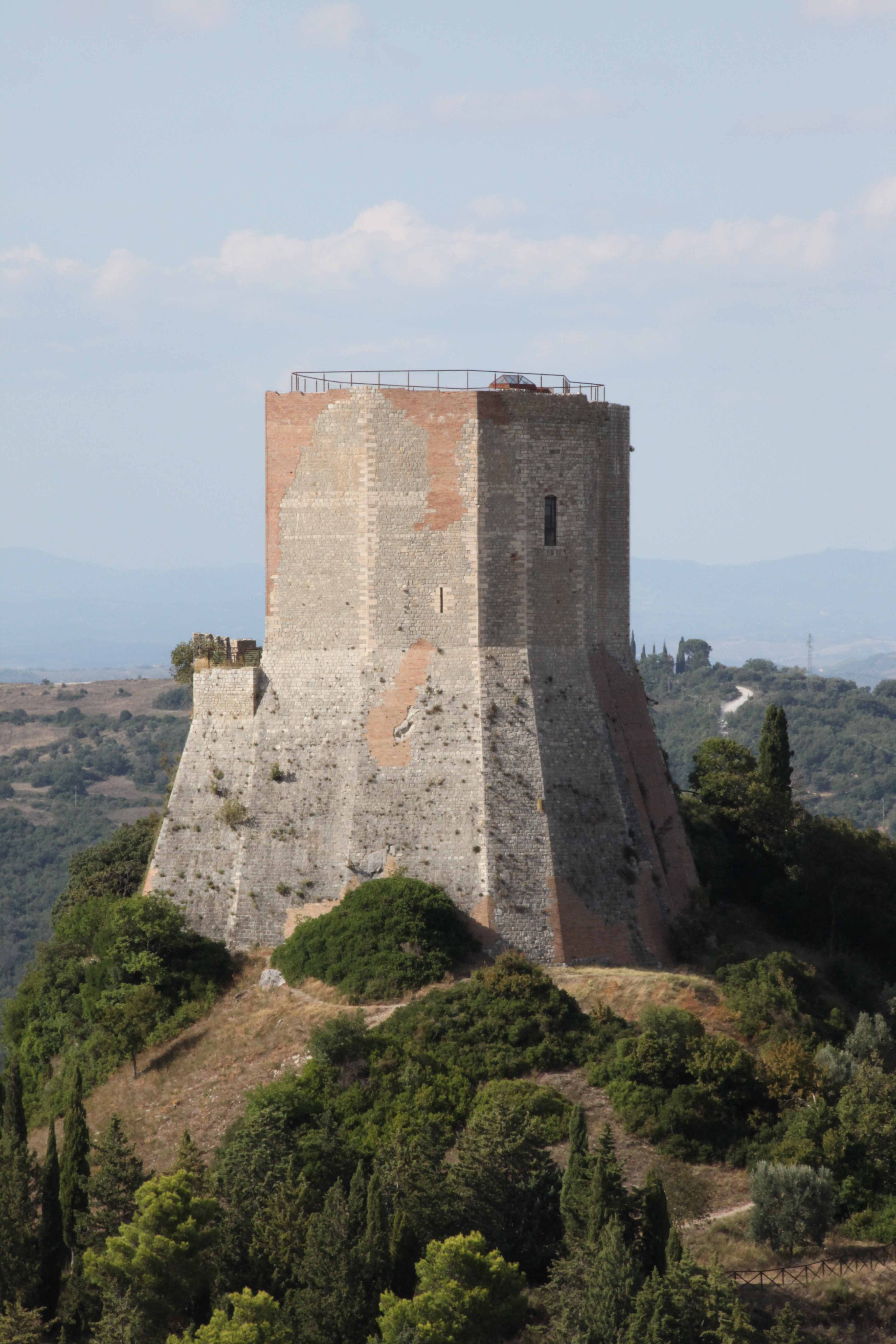
La tour médiévale.

La forteresse est construite en pierre calcaire locale et présente la structure typique du château-enceinte, la zone clôturée était en fait celle de l'esplanade sommitale, tandis que tout autour, même dans le plateau actuel, restait un espace vert, jusqu'au XVIIIe siècle, des routes et des placettes, dont il reste peu de vestiges sur le côté gauche des marches menant au donjon. Dans la zone du château (aujourd'hui parc), il y avait aussi un puits qui a été couvert lors de la restauration. Le système défensif soutenait la dureté du rocher sur lequel la forteresse est bâtie et disposée selon un système de différentes enceintes murales. Du plus extérieur de ces circuits, il reste des zones de murailles dans la partie basse de la commune, ce cercle faisait le tour de la colline en un demi-cercle enfermant tout le village en contrebas. Dans les parties descendantes des murailles s'ouvraient deux portes, toutes deux orientées vers le sud, dont l'une près de la porte d'entrée conserve des traces de passage vers le deuxième périmètre. D'en haut, la forteresse dominait à la fois le village et la vallée et remplissait principalement la fonction de belvédère, mais aussi de lieu de vie, de maison dans tous les sens du terme. La tour était flanquée du donjon dont les murs d'enceinte, comme on peut encore le voir aujourd'hui, constituent un pentagone irrégulier. Cet espace clos était destiné exclusivement à des fonctions militaires comme en témoigne la poudrière dont les vestiges subsistent au centre de la cour.

## Restauration
Les travaux de restauration de la forteresse ont commencé en 1975, quatre ans après la donation des derniers propriétaires à l'État italien. Une première phase des travaux a eu un caractère conservateur et intégrateur pour la récupération de la structure, les parties manquantes des rangées de pierres ont été remplies de briques apparentes, afin de mettre en valeur les parties originales issues des rénovations. Les portes et fenêtres étaient équipées de cadres métalliques. Les étages, autrefois reliés grâce à des escaliers escamotables en bois, incompatibles avec l'usage actuel, ont été reliés par des escaliers protégés de grilles et de fils métalliques. L'intervention de restauration la plus récente visait finalement à une récupération fonctionnelle du bâtiment, garantissant l'accessibilité et l'utilisation des espaces internes.

## Espace d'exposition
Après la restauration, la tour est devenue un espace d'exposition et accueille des expositions temporaires. Avec la salle d'art San Giovanni, elle constitue le circuit muséal de Castiglione d'Orcia et appartient à la Fondazione Musei Senesi.

## Galerie

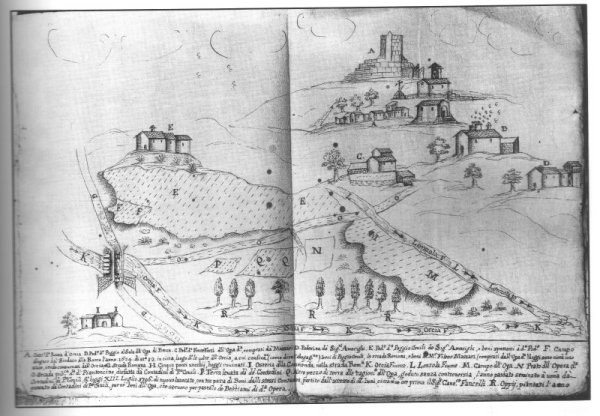
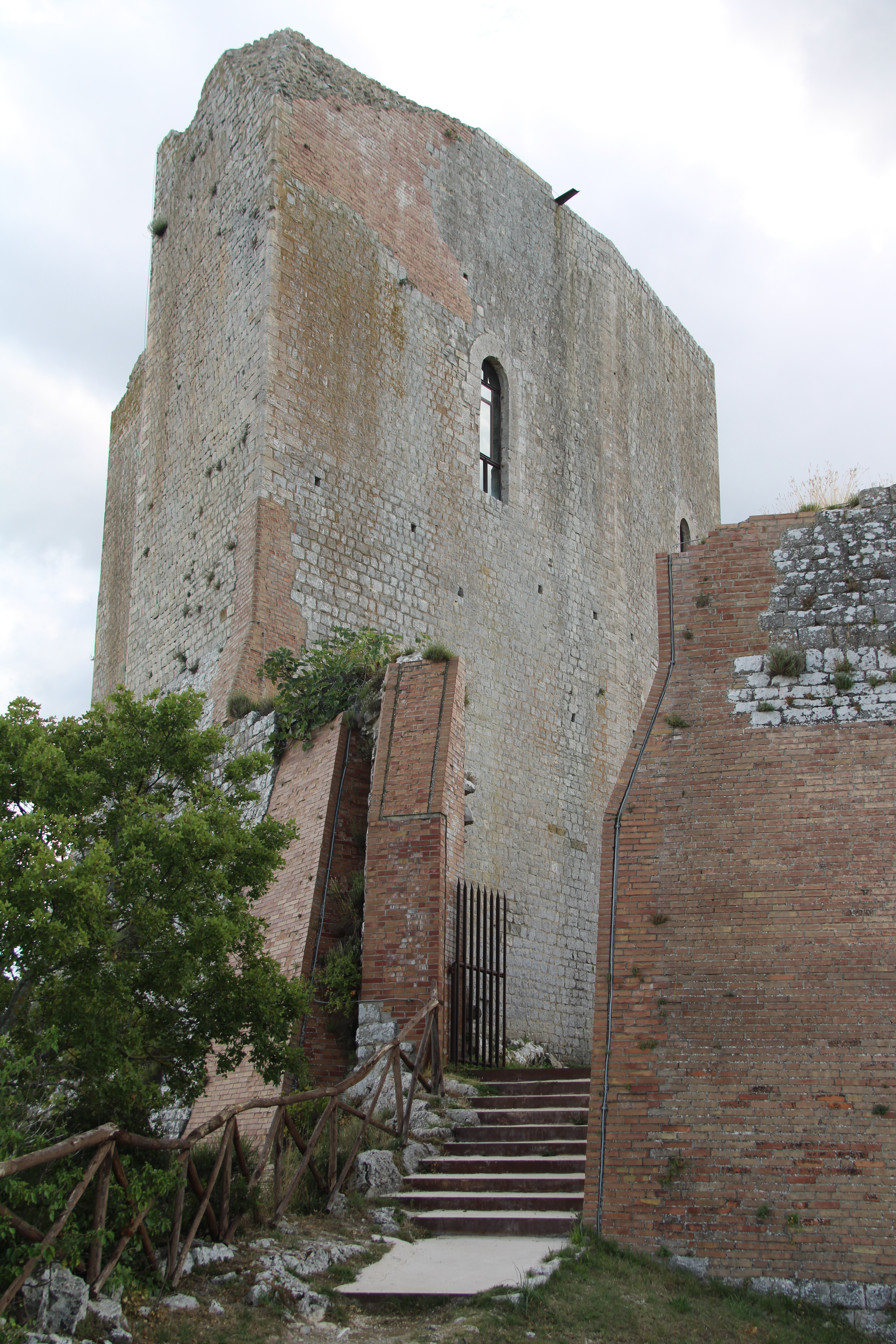
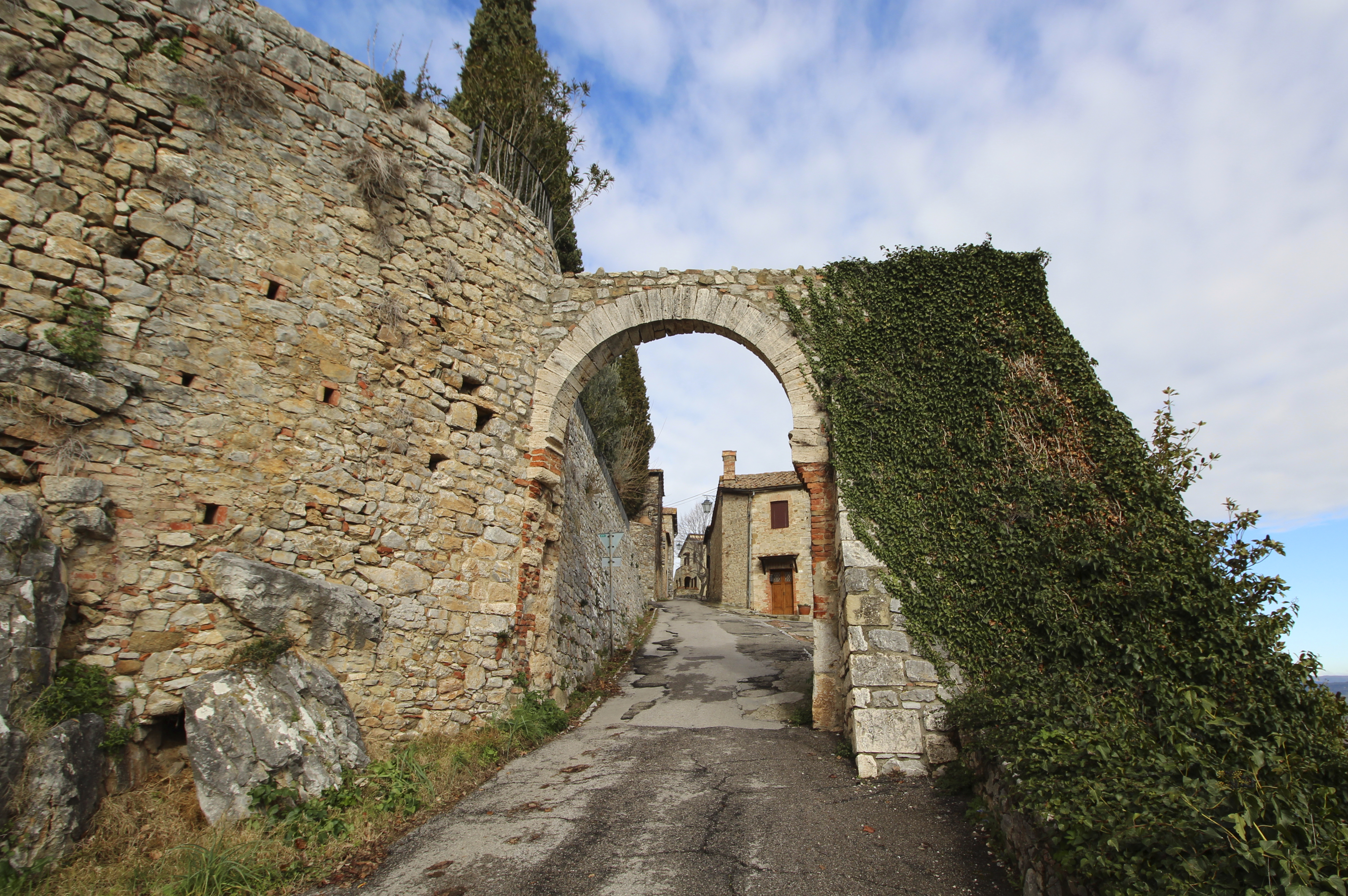
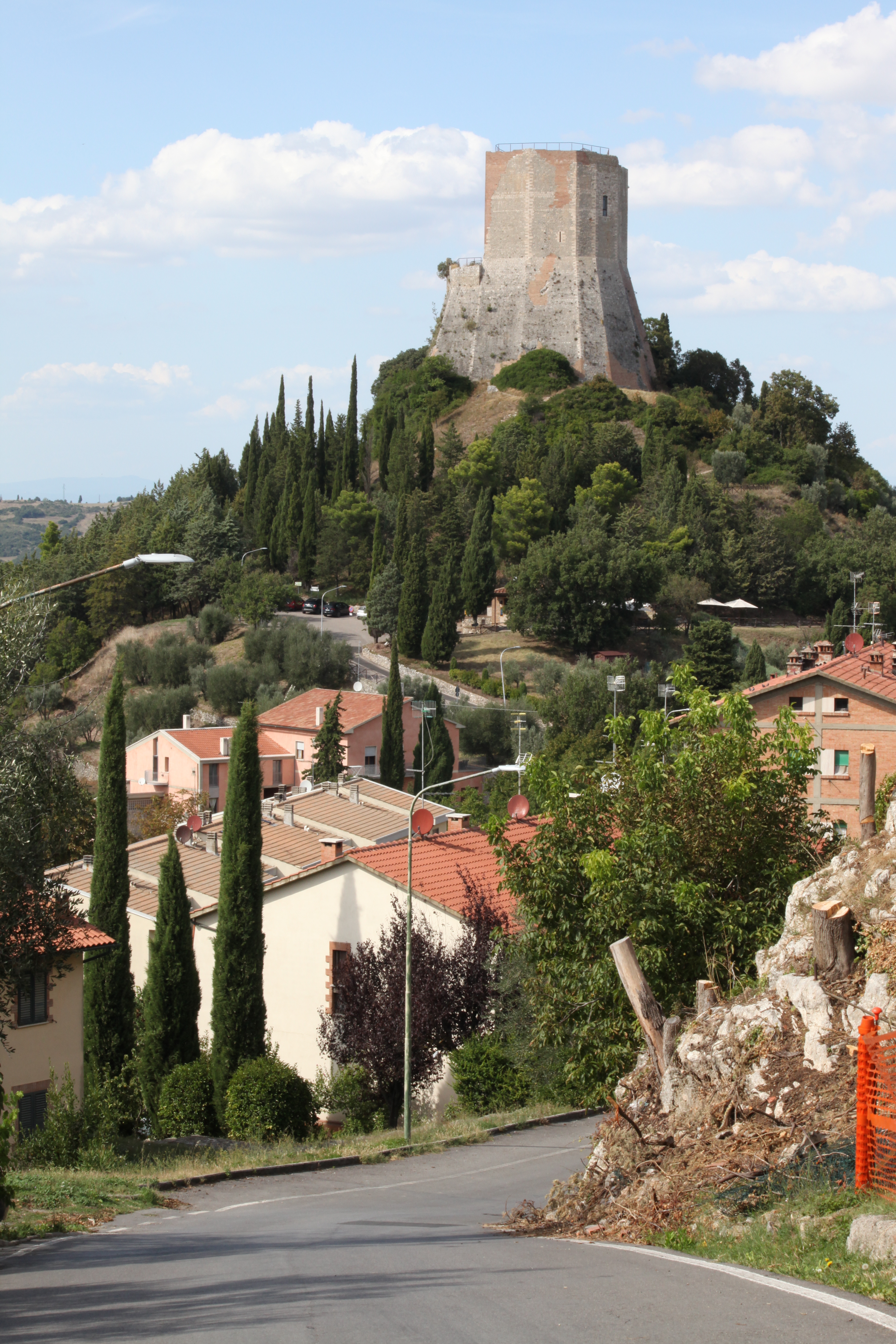